# Alice's Restaurant (álbum)
Alice's Restaurant é o álbum de estreia de Arlo Guthrie, lançado em 1967, com uma de suas canções mais famosas, "Alice's Restaurant Massacree".

## Faixas
Todas as faixas foram compostas por Arlo Guthrie.
1. "Alice's Restaurant Massacree" - 18:20
2. "Chilling of the Evening" - 3:01
3. "Ring-Around-a-Rosy Rag" - 2:10
4. "Now and Then" - 2:15
5. "I'm Going Home" - 3:12
6. "The Motorcycle Song" - 2:58
7. "Highway in the Wind" - 2:40